# Spanish Wells
Spanish Wells – miasto na Bahamach, leżące na wyspach St. George's Cay i Russell Island, na północ od Eleuthery.  Spanish Wells zamieszkiwało 1 608 osób w 2022 roku. Dziewiąte co do wielkości miasto kraju.
Miasto obsługuje port lotniczy North Eleuthera.

## Historia
Początki historii miasta sięgają pierwszej angielskiej kolonizacji w 1648 roku, a więc wyprawy angielskich purytanów nazywających siebie Eleutheran Adventurers. Przewodził im William Sayle. Statek ekspedycji rozbił się w pobliżu przyszłego Spanish Wells, co zmusiło kolonistów do zamieszkania w jaskini Preacher's Cave. Choć zamieszkali potem w chatach, jaskinia przez dłuższy czas służyła za miejsce spotkań społeczności.

## Demografia
Dystrykt Spanish Wells jest jedynym, który w większości zamieszkują Bahamczycy o białym kolorze skóry. Stanowili 81,95% populacji w 2010 roku.

## Zabytki i budynki użyteczności publicznej
- Lower End Public Park
- stocznia Gazebo
- The Tower Hill – zbiornik zaopatrujący miasto w wodę
- Spanish Wells Museum

## Galeria

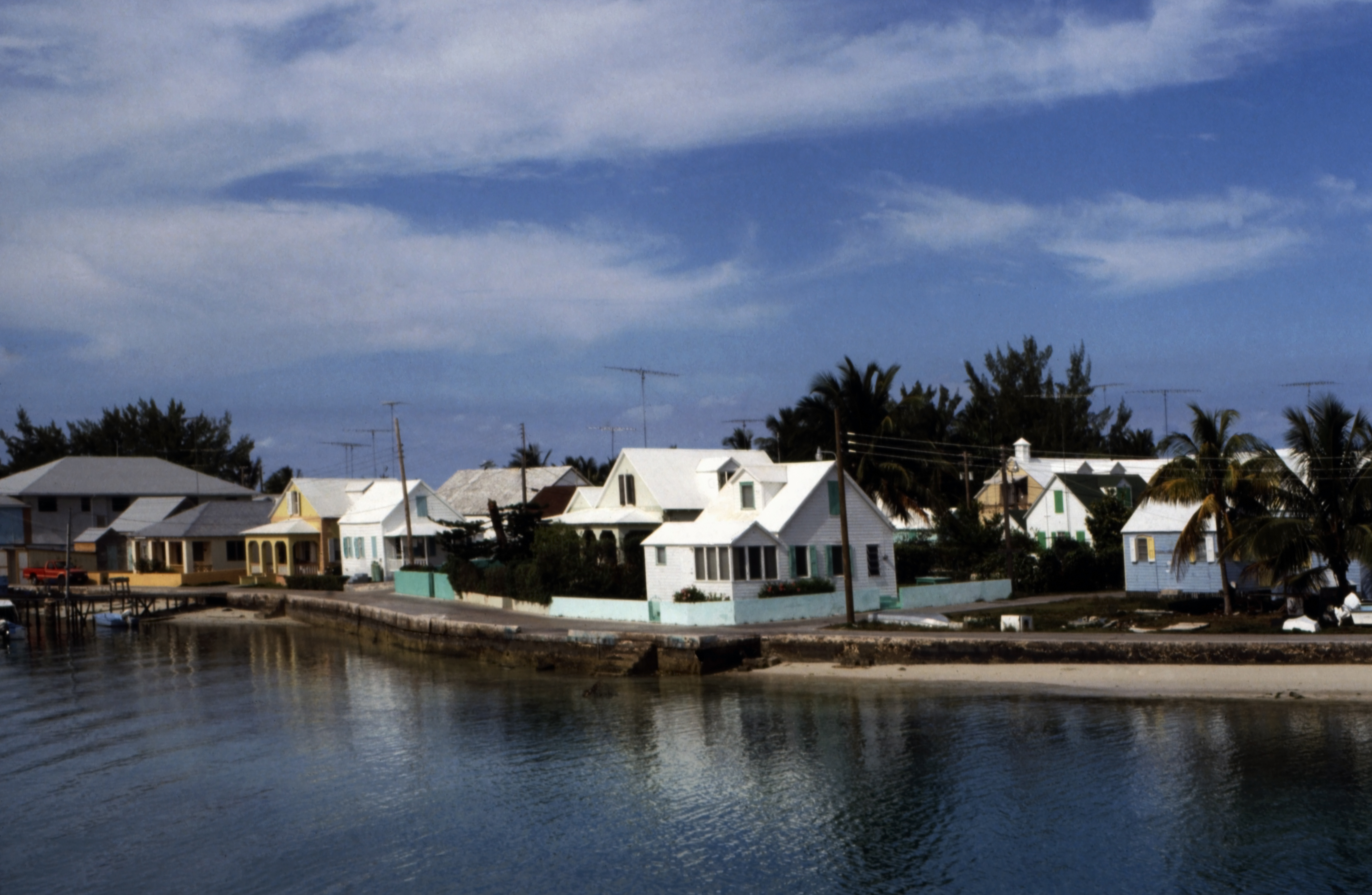
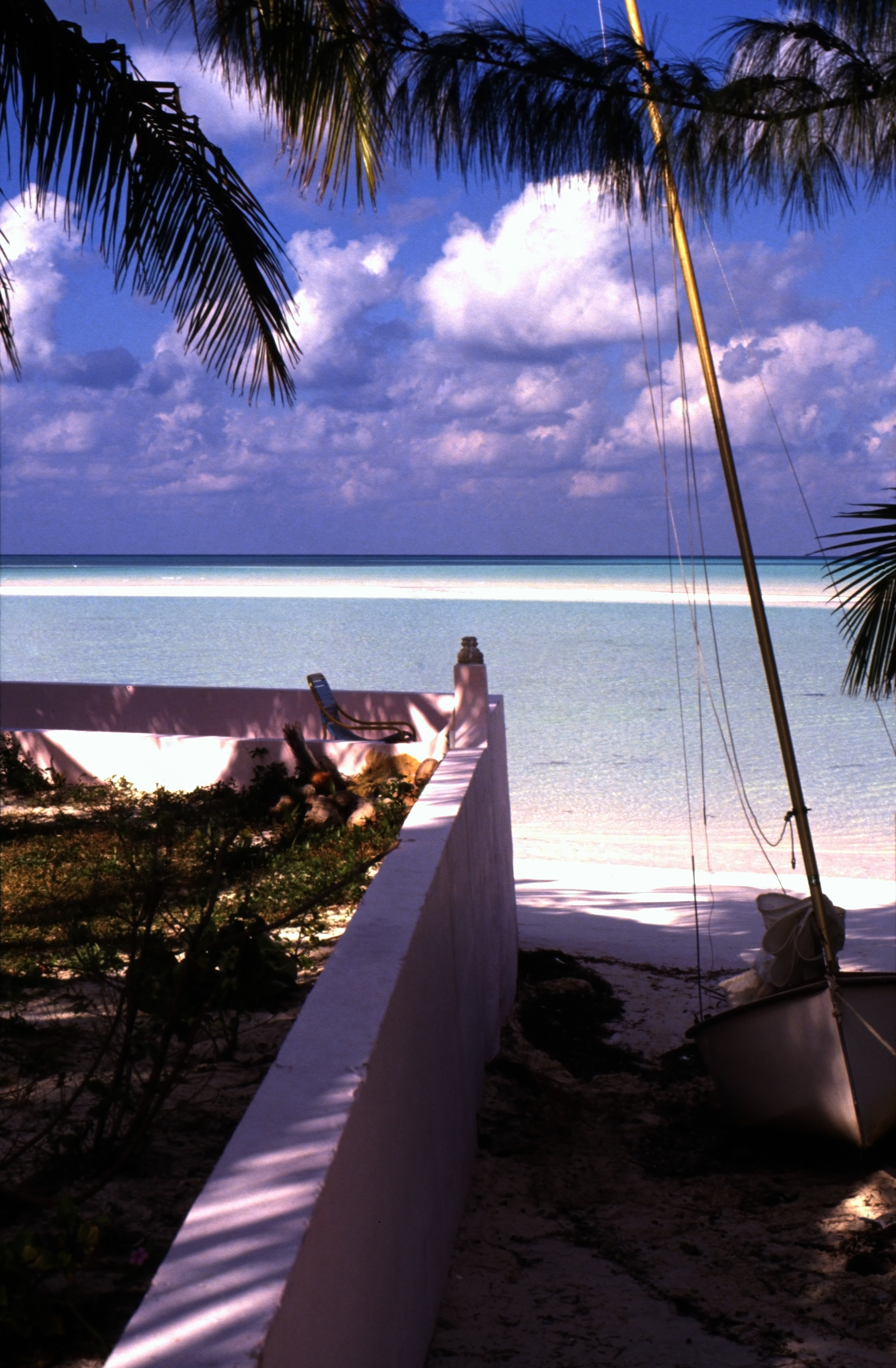
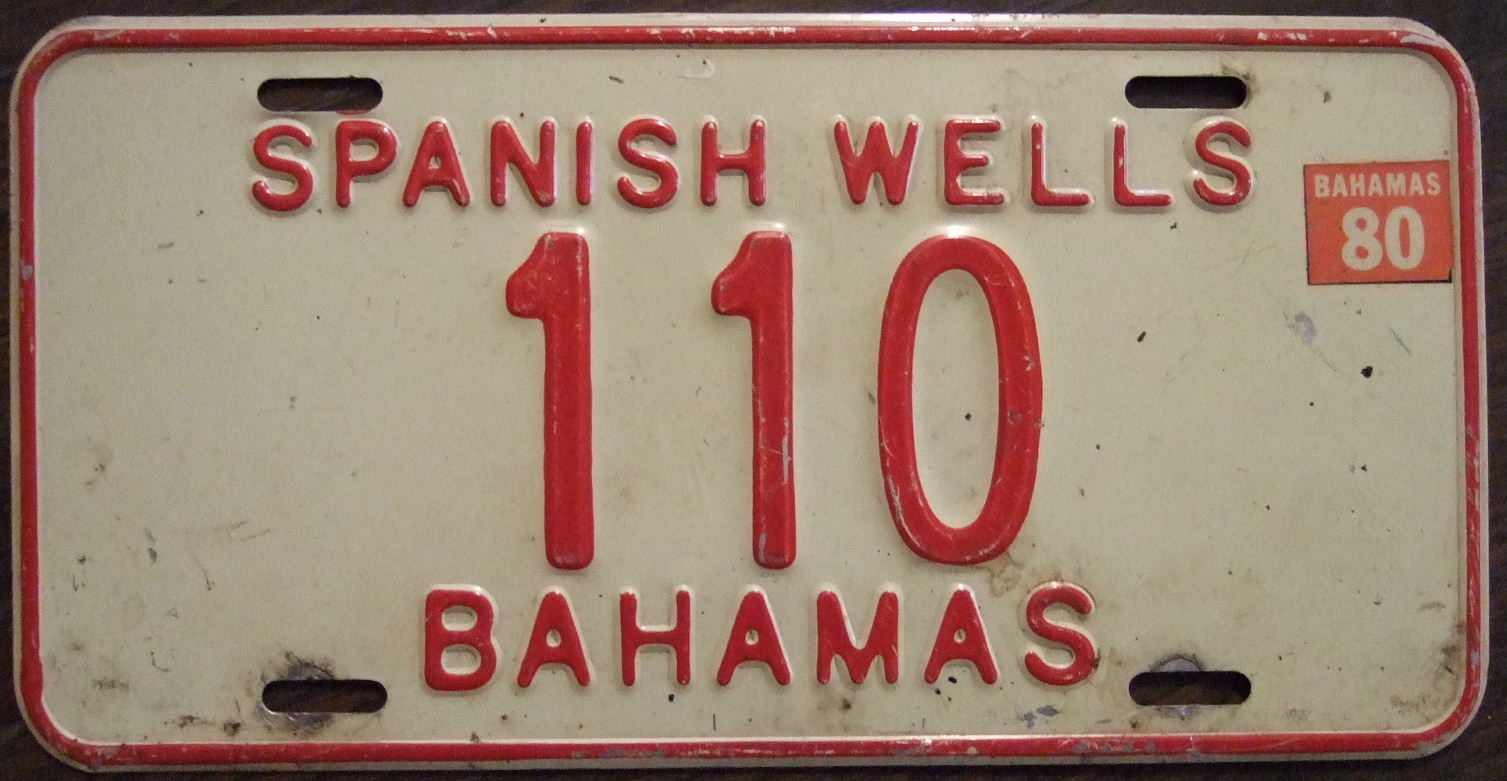
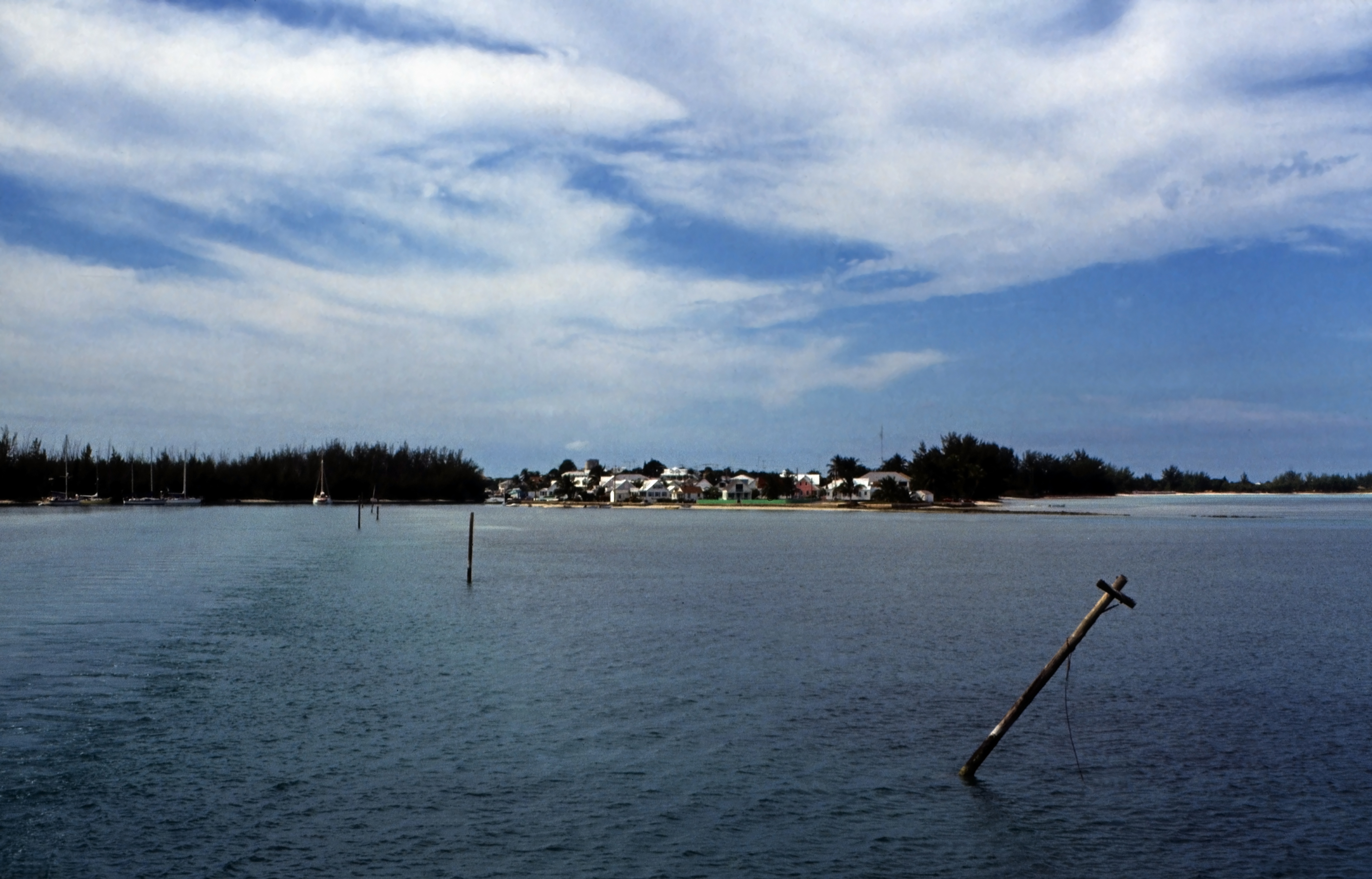

### Cmentarze
- Uptown at 3rd Street
- Midtown at 11th Street
- cmentarz metodystów
- cmentarz Russell Island

### Kościoły
- Peoples Church
- Gospel Chapel
- Kościół Metodystów
- Berean Way Anabaptist Church
- Haitian Baptist  Peoples Church[7]